# 岡部哲郎
岡部 哲郎（おかべ てつろう）は医学博士（東京大学）、日本東洋医学会常務理事、日本内科学会認定医、日本呼吸器学会認定医、日本呼吸器学会指導医、日本内科学会指導医漢方医、岡部漢方内科院長。東京大学医学部医学科卒業後、ブラウン大学医学部ロジャーウイリアムス癌センター客員上席研究員、東京大学大学院医学系研究科・客員助教授・特任准教授・特任教授などを歴任。
岡部哲郎は東大病院での臨床研修後、がん細胞の研究に取り組み、G-CSF産生腫瘍の培養株樹立や肺がんに対するモノクローナル抗体の開発などで成果を上げた。また、東大で多くの研究者を育成しつつ、台湾の漢方医に師事して中国伝統医学を学び、漢方薬を基に治療薬の研究を進めた。東大病院総合内科では漢方外来の責任者として、難病に対する漢方治療の研究と実践を行った。

## 略歴
※岡部漢方内科のプロフィールより参照
- 1967年　東京大学教養学部理科3類入学
- 1973年　東京大学医学部医学科卒業
- 1973年　東京大学医学部付属病院研修医
- 1975年　東京大学医学部第三内科入局
- 1984年　東京大学医学部助手
- 1987年　ブラウン大学医学部ロジャ−ウイリアムス癌センタ−客員上席研究員
- 1989年　京都大学胸部疾患研究所講師(非常勤)
- 2003年　東京大学大学院医学研究科客員助教授
- 2008年　東京大学大学院医学系研究科特任准教授
- 2013年　東京大学大学院医学系研究科特任教授
- 2014年　岡部漢方内科院長
- 1973年　医師免許
- 1981年　医学博士（東京大学）
- 1988年　日本内科学会認定医
- 1990年　日本呼吸器学会認定医
- 1998年　日本呼吸器学会指導医
- 1999年　日本内科学会指導医
- 2004年　日本東洋医学会専門医
- 2005年　日本東洋医学会指導医
- 2007年　日本東洋医学会　代議員
- 2011年　日本東洋医学会　常務理事

## 著書
- 病気を治せない医者 現代医学の正体に迫る　光文社新書 – 2015/1/15
- がん・糖尿病・高血圧に効く! 奇跡の漢方的食事療法  宝島社– 2015/11/27
- 漢方で治す気になる不調―名医が解説する　岡部哲郎著　法研（2009/10発売）
- 緑内障は治ります！！-緑内障治療のブレークスルー-岡部哲郎- 2023/07/01

## 論文
岡部哲郎　証の科学的分析と臨床への応用．Prog. Med.15：113-   116,1995
藤沢道夫，朴　雲峰，李　薇，岡部哲郎　人参の有効成分ginsenosidesによる白血病細胞株の分化誘導．Prog. Med. 15:　2184-2187,1995.
岡部哲郎　証の科学的分析．Prog. Med. 15：2214-2218, 1995.
折茂　肇，磯部　秀之，岡部哲郎，西山信好　東洋医学をどこまで科学 できるか　：東京大学医学部付属病院における東洋医学外来の現状と展望． 第８回日本漢方治療シンポジウム講演内容集，日本アクセルシュプリンガー 出版，1995, p8-12．
岡部哲郎　入門：内科医のための漢方医学　１．漢方医学の歴史と現況内科７９：１６９ー１７３，１９９７
岡部哲郎　入門：内科医のための漢方医学　２．漢方医学の自然哲学と整体観　内科７９：３６４ー３６７，１９９７
岡部哲郎　入門：内科医のための漢方医学　３．証の科学的断面　内科７９：５７４ー５７７，１９９７
岡部哲郎　入門：内科医のための漢方医学　４．治療的診断としての弁証論治　内科７９：７８９ー７９５，１９９７
岡部哲郎　入門：内科医のための漢方医学　５．生薬の作用と作用部位　内科７９：９７９ー９８２，１９９７
岡部哲郎　入門：内科医のための漢方医学　６．精神活動と五臓六腑　内科７９：１５３ー１５６，１９９７
岡部哲郎　入門：内科医のための漢方医学　７．漢方薬の副作用と誤治　内科８０：３７０ー３７５，１９９７
岡部哲郎　入門：内科医のための漢方医学　１３．漢方医になるための医学教育と臨床訓練　内科８１：３６１ー３６２，１９９８
岡部哲郎　入門：内科医のための漢方医学　１４．内科疾患に対する治療成績の実際　内科８１：５５９ー５６１，１９９８
岡部哲郎　肝硬変に合併した肝臓癌の治癒例　伝統医学３（１）：２１，２０００
岡部哲郎，藤沢道夫，山根　章，山本一彦　難治性喘息の治療に対する中国医学の有用性に関する検討　漢方と最新治療９（３）：２６３−２６９、２０００
岡部哲郎　サルコイド肉芽腫類上皮細胞の由来　日本臨床６０（９）：１７１４−１７１９、２００２
今西二郎、上馬場和夫、岡部哲郎　代替医療：東西医学の融合を目指して 現代医療３６（８）：１６０８−１６２６、２００４
岡部哲郎　呼吸器疾患と漢方　現代医療３６（８）１６８１−１６８４、２００４
岡部哲郎　成人喘息の漢方療法　アレルギーの臨床２５（９）、６１−６５，２００５
岡部哲郎　痛みへのアプローチ１８．　２．漢方薬を投与する前における患者の診察法の注意点　痛みと臨床５（３）４９−５４，２００５
岡部哲郎　救急医療と漢方　漢方と最新治療　１４（３）１９３−１９６，２００５
喩静、岡部哲郎　脳神経疾患の漢方治療—脳卒中を中心にー　漢方と最新治療　１４（３）２１７−２２１，２００５
岡部哲郎　高齢者における漢方療法の位置づけ　日常診療に活かす老年病ガイドブック　２　高齢者の薬の使い方　メジカルビュー社　２００５、p41-44.
岡部哲郎　高齢者の漢方治療の実際-その効果と注意点　介護福祉　６１：６７−７９，２００６
岡部哲郎　漢方のＲＣＴ—その１—特集にあたって　　漢方と最新治療　１５（２）８５−８９，２００６
岡部哲郎　広がる漢方外来　　ＮＨＫきょうの健康　２２３（１０）：９８−１０１，２００６
岡部哲郎　すぐに役立つ漢方処方　４　芍薬甘草湯　臨床研修のための漢方医学入門　　高久史麿、北村　聖　監修　共和企画株式会社　２００６，ｐ２４−２７．
岡部哲郎　NBMの観点からみた漢方と医療倫理　漢方と最新治療　１６（１）：４３−４６，２００７
岡部哲郎　第５７回日本東洋医学会学術総会　学会シンポジウム　漢方のEBMはどうあるべきか　１．漢方のエビデンスは現在どの程度の状況にあるか？　—エビデンスレポートに見る現状と今後の展開—日本東洋医学会雑誌５３（３）；４３５−４４１，２００７
岡部哲郎　健康食品の漢方　お茶　爽健美茶　漢方と最新治療　１７（２）：１３５−１３７，２００８
岡部哲郎　健康食品の漢方　お茶　からだ巡り茶　漢方と最新治療　１７（４）：３３０−３３１，２００８
岡部哲郎　大内義尉　高血圧と漢方　漢方と最新治療　１７（３）：１８３-１９２，２００８
岡部哲郎　痛みと漢方-特集にあたって-痛みの発生メカニズム　漢方と最新治療　１７（４）：２３９−２４３，２００８
岡部哲郎　健康食品の漢方　お茶　三十丸　漢方と最新治療　１８（１）：７６−７８．
鶴岡浩樹, 岡部哲郎, 津谷喜一郎. 漢方薬RCTの構造化抄録におけるコメント記載の改善－第2回エビデンスレポート・タスクフォース・ワークショップ報告－. 日本東洋医学雑誌 ６０: １７７-１８４、２００９
岡部哲郎　漢方治療のエビデンス　薬事５１（６）：８２３-８２６，２００９
岡部哲郎　Churg-Strauss症候群の知覚・運動神経障害に対する漢方治療の改善効果　アレルギーの臨床３０（５）、７７−７９，２０１０
岡部哲郎　膠原病の漢方　　Current Therapy ２８(１０), ６０-７２、 ２０１０
岡部哲郎　東洋医学はシステムネットワーク医学である　実験医学　３１（５）：８２８−８２９，２０１３